# Сугрива

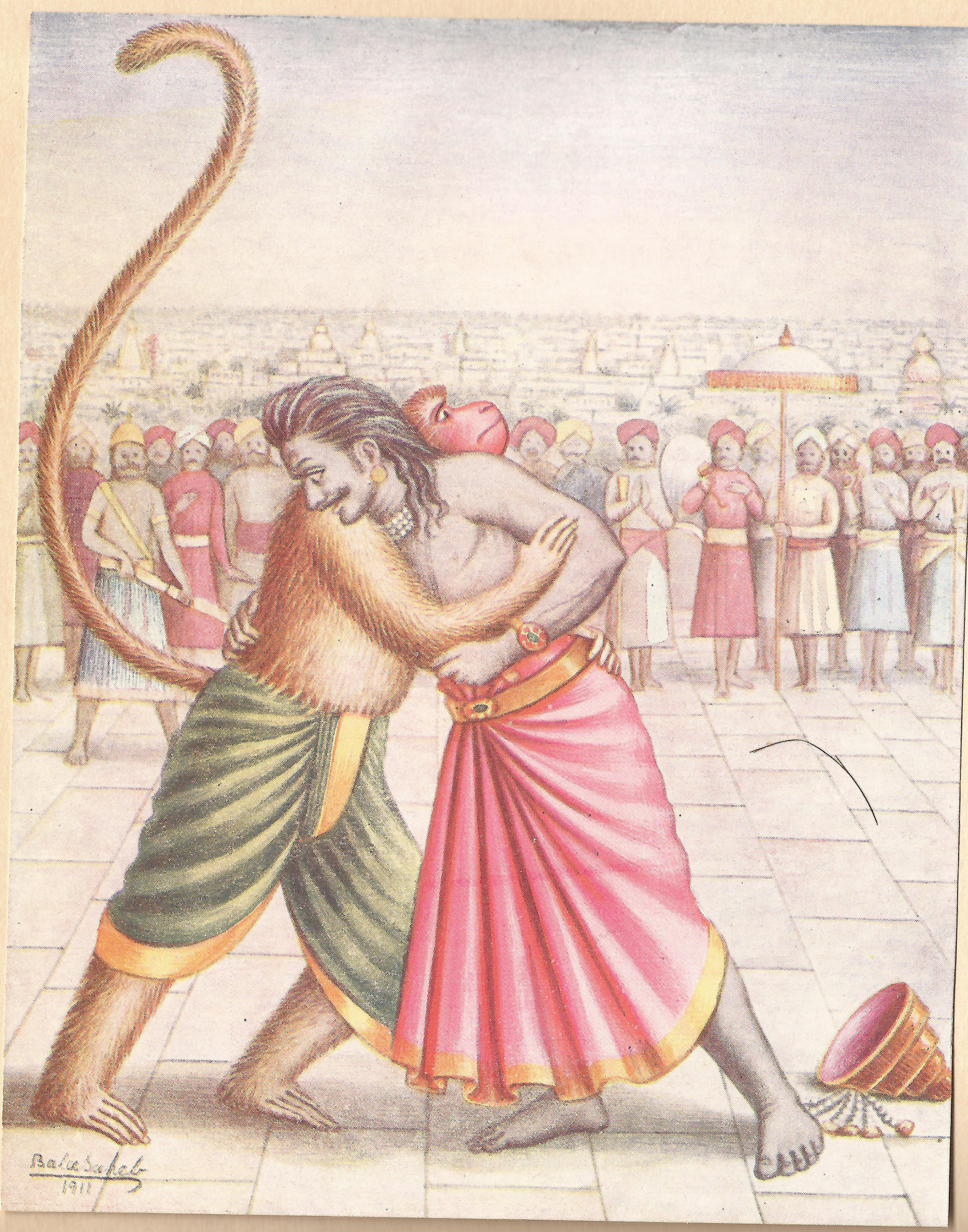
Битва Сугривы и Раваны. Иллюстрация к Рамаяне. Баласахеб Пант Пратинидхи, 1911 год

Сугри́ва (санскр. सुग्रीव, IAST: Sugrīva, «[обладающий] красивой шеей») — предводитель племени ванаров, был изгнан в лес из-за притеснений своего брата Вали. Эпическое предание говорит, что Сугрива был сыном Сурьи или Солнца, отсюда его другое имя, Равинандана (санскр. रवि, IAST: ravi, «солнце» + नन्दन, IAST: nandana, «сын, потомок»).
Сугрива и его брат Бали были рождены от богов Сурьи и Индры. Матерью их являлся Рукшараджа, во время купания обратившийся в женщину. Вначале они вместе правили государством ванаров. Но впоследствии Сугрива лишается власти и изгоняется из-за того что в схватке с демоном Майави он проявляет трусость и покидает поля боя, завалив камнем вход в пещеру, оставив там Вали.

## Встреча с Рамой
Среди гор Ришьямукха в пещере Сугрива со своими министрами и придворными нашёл себе убежище. Заметив двух юношей, Сугрива велел Хануману узнать об их планах и сообщить ему. Хануман распознал в Раме и Лакшмане воплощённых Нару и Нараяну и отнёс их Сугриве на своих плечах.
Сугрива показал узелок, выпавший из летевшей колесницы Пушпака, и Лакшмана узнал наножные драгоценности Ситы потому что не смел поднимать глаза на жену старшего брата.
Сугрива понимал Раму, так как они оба были несправедливо изгнаны и понимали тяжесть этого изгнания, к тому же их обоих разлучили с женой. Поэтому они поклялись друг другу перед ритуальным огнём в вечной дружбе. Сугрива же пообещал помочь в поисках Ситы, а Рама пообещал наказать Вали за несправедливость.

## Гирлянда отличия
Сугрива, надеясь на помощь Рамы, вступил в бой с Вали, но тот оказался сильнее. Чтобы уцелеть, Сугриве пришлось бежать и просить помощи у Рамы. Рама же повесил на его шею гирлянду и поразил Вали одной стрелой.
Таким образом Сугрива становится главой ванаров и обещает Раме по окончании сезона дождей отправить отряды на поиск местонахождения Ситы.
«Рамаяна» изображает его признательным, деятельным помощником своих друзей и наделяет его способностью изменять по желанию свой внешний вид.

## Сад Мадхувана
Сугрива дал обещание всем обезьянам насладиться вдоволь плодами сада Мадхувана, когда будет точно обнаружено место, где находится Сита. Ванары, узнавшие весть от Сампати, побежали в сад. Стража сообщила об этом Сугриве, который очень обрадовался.